# Взрослее некуда
«Взрослее некуда» (дат. Supervoksen; английский вариант названия фильма — «Triple Dare», букв. «Тройной вызов») — датская драма 2006 года режиссёра Кристины Розендаль.

## Сюжет
Ребекка, Софи и Клаудия — три подруги. Узнав в школе о понятии «инициация», они решают устроить себе испытания, чтобы стать взрослыми и обрести независимость. С помощью игрушечного предсказателя судьбы они выбирают себе задания. Клаудии выпадает поцеловаться с Йогуртом — парнем из школы, Ребекка должна изобразить из себя проститутку, а Софи должна поцеловаться с девушкой. Шуточные задания оказываются не такими простыми, игра становится трудным испытанием для каждой из них и приводит к неожиданным последствиям. Йогурт бросает свою девушку и признаётся Клаудии в любви, Софи понимает, что поцелуй с подругой по-настоящему ей понравился, а Ребекке едва удаётся избежать секса с незнакомцем. Неудовлетворённые первой попыткой, подруги выбирают себе новые задания, которые могут окончательно привести их в мир взрослых.

## Актёрский состав
| В ролях          |  | Персонаж |
| ---------------- |  | -------- |
| Emma Leth        |  | Ребекка  |
| Cathrine Bjørn   |  | Софи     |
| Amalie Lindegård |  | Клаудия  |

## Награды
Фильм получил следующие награды:
| Награды                                                 | Награды | Награды                                       | Награды                     | Награды                           |
| ------------------------------------------------------- | ------- | --------------------------------------------- | --------------------------- | --------------------------------- |
| Фестиваль / Премия                                      | Год     | Награда                                       | Категория                   | Победитель                        |
| Robert Festival                                         | 2007    | Robert                                        | Best Children/Family Film   | Кристина Розендаль Томас Хайнесен |
| Zlín International Film Festival for Children and Youth | 2007    | Best European Debut Film — Special Jury Prize | European Debuts Competition | Кристина Розендаль                |